# Zoutkamp
Zoutkamp (Gronings Zoltkamp oder Soltkamp; westfriesisch Sâltkamp) ist ein Ort in der niederländischen Gemeinde Het Hogeland und gehört zur Provinz Groningen. Der an die Provinz Friesland grenzende Ort zählte 2024 1.195 Einwohner. Der Name (deutsch „Salzfeld“) verweist auf seine Lage an der vormaligen Lauwerszee, heute durch Eindeichung das Lauwersmeer.

## Geschichte
Die erste Erwähnung des Ortes stammt aus dem Jahr 1418, bei der ein Einwohner von Soltcampum benannt wurde. Die Ortsangabe, bestehend aus Sol, abgeleitet vom lateinischen Salis für Salz, und dem ebenso lateinischen Wort für Feld deutet möglicherweise auf die handwerkliche Gewinnung von Salz innerhalb der Deiche hin. Eine deutsche Entsprechung wäre das Wort Salzwiese. Ähnlich wie im benachbarten Ort Kommerzijl erlebte dieser Erwerbszweig im Achtzigjährigen Krieg seinen Niedergang.

### Festung
Zoutkamp liegt an einer strategischen Stelle an der Mündung der Reitdiep, die dort in die Lauwerszee fließt; bis zur Fertigstellung des Eemskanaal 1876 war dies der einzige Meereszugang zur Stadt Groningen. Während des Achtzigjährigen Krieges lagerte hier eine spanische Garnison. 1576 wurde zu ihrem Schutz die Soltecampe-Schanze errichtet. In den Jahren darauf wurden von Friesland aus, das bereits unter der Verwaltung der späteren Republik der Sieben Vereinigten Provinzen stand, durch Wassergeusen Plünderfahrten durchgeführt, die alle Orte um Zoutkamp beeinträchtigten. Auch die Ortschaften Warfhuizen und Zuurdijk wurden niedergebrannt. Im Rahmen des Niederländischen Aufstands wurden Pläne entwickelt, die gut befestigten Forts und Verteidigungswerke in den so genannten Ommelande zu erobern, um die Stadt Groningen leichter einnehmen zu können. Am 5. Oktober 1589 segelte Willem Lodewijk von De Skâns-Oostmahorn aus mit 800 Mann nach Soltkamp und befreite den Ort in der Schlacht um Zoutkamp. Danach blieb er noch viele Jahre ein befestigter Garnisonsort. Das Dorf hatte um 1600 einen eigenen Pfarrer und wahrscheinlich auch eine Garnisonskirche.
Die Befestigungen waren noch bis zum Ende des 17. Jahrhunderts von Bedeutung. Ende des 18. Jahrhunderts, zu Beginn der französischen Besatzung, war die Schanze jedoch stark verfallen. Um über einen ausreichenden Schutz vor einem möglichen englischen Angriff zu verfügen, wurde 1799 von Frankreich aus eine Garnison dorthin verlegt und die Schanze restauriert. Dazu wurde eine Bastion an der Ostseite errichtet, die auch über eine Küstenbatterie verfügte. Eine Kaserne wurde errichtet, die 1832 in ein Krankenhaus für Leprakranke umgewidmet wurde. Durch die Verabschiedung eines neuen Verteidigungsgesetzes der Niederlande wurden die alten Befestigungsanlagen und militärischen Strukturen in Zoutkamp gegen Ende des 19. Jahrhunderts nicht mehr gebraucht. So wurde 1879 das Munitionsdepot geschleift und 1882 die gesamte Befestigung aufgehoben.

### Wirtschaft
Zoutkamp wurde stets von Vierhuizen und Houwerzijl aus verwaltet. Um die Wende zum 18. Jahrhundert wohnten Fischer in der alten Schanze. Das Taufbuch der reformierten Kirche von Vierhuizen, das erst 1673 angelegt wurde, weist ab diesem Zeitpunkt jährlich zwei bis drei getaufte Kinder aus Zoutkamp aus. Um 1750 waren es bereits fünf oder sechs und um 1800 rund fünfzig. Im Jahr 1756 standen in Zoutkamp 25 Häuser. Die Siedlung bestand aus organisch gewachsenen Gassen mit dicht aneinander gebauten Häuschen. Nachdem 1825 ein Fischereihafen entstand, nahm die Bevölkerung weiter zu, so dass 1836 eine eigene Kirche, die Kerk van Zoutkamp, errichtet wurde. Sie steht auf dem Platz der „Alten Batterie“. Um 1850, als auch der Platz der Küstengeschütze, die Kleine Batterie (an der Nordseite Hunsingoweg und Spuistraat), abgerissen wurde, zählte der Ort ungefähr 25 Fischerboote, die Flunder, Kliesche, Schellfisch und Scholle anlandeten. Zu dieser Zeit zählte der Ort bereits 660 Einwohner. 1858 wurde der Hunsingokanaal gegraben (zunächst nur nach Ulrum) und die Hunsingosluis (Schleuse) gebaut. Dank dieses besseren Zugangs für die Schifffahrt verbesserte sich die wirtschaftliche Situation des Ortes. An der Schleuse wurde 1880 an der früheren Kleine Schans ein Binnenhafen angelegt. Südlich davon stand ein Armenhaus („De Barak“), das 1930 abgerissen wurde. Die Zoutkamper wurden zu dieser Zeit mit den Spitznamen „Schelleviskoppen“ („Schellfischköpfe“) oder „Vlintkoksems“ bedacht.
Die Industrie Zoutkamps konzentrierte sich auf die Fischerei, bei der auch die Frauen Arbeit in den Fabriken fanden. Im 19. Jahrhundert gab es eine lebendige Muschelfischerei für die Kalköfen, die in den 1860er Jahren von dem Zoutkamper Unternehmer Woldring(h) entlang des vor kurzem angelegten Hunsingokanaal gebaut wurden. Die beiden Kalköfen dominiert zusammen mit den Türmen der beiden Kirchen und der Mühle um 1900 das Dorfbild. Woldring baute auch eine Werft (1900 geschlossen), eine Fabrik für Portland-Zement sowie ein dampfgetriebenes Sägewerk.
In der zweiten Hälfte des 19. Jahrhunderts, mit dem weiteren Anwachsen der Bevölkerung, konnten nicht mehr alle Bewohner von der bisherigen Wirtschaft leben. Etliche Zoutkamper zogen in andere Fischerdörfer oder heuerten auf ortsfremden Fischerbooten an. Drei dieser Schiffe gingen in der Sturmflut von Peazens-Moddergat in der Nacht vom 5. auf den 6. März 1883 unter und rissen neun Zoutkamper in den Tod. Insgesamt starben bei dieser Flut 83 Menschen; 17 Boote gingen verloren. Das Fischereiwesen von Zoutkamp erstarkte jedoch mit dem Aufkommen der Krabbenfischerei erneut, im 20. Jahrhundert beschleunigt durch das Aufkommen von schnellen, motorbetriebenen Trawlern. Im Dorf entstanden einige Krabbentrocknereien und das Krabbenpulen in Heimarbeit entwickelte sich für die Hausfrauen und Kinder als guter Zuverdienst der Zwischenkriegszeit. Zwischen 1930 und 1933 wurden ein großes Hafenbecken angelegt und eine Fischhalle errichtet.
Auch Zoutkamp besaß einige der für die Niederlande so charakteristischen Windmühlen. Die letzten beiden wurden 1822 und 1852 erbaut, jedoch brannten beide 1933 ab und verwüsteten dabei auch viele anliegende Gebäude. Gegenüber Zoutkamp wurde zur Entwässerung der Reitdiep und zum Schutz Zoutkamps vor Hochwasser eine parallel laufende Ableitung gegraben, die eine Verlängerung der Lauwers darstellte. Sie wurde ab 1910 durch eine windgetriebene Pumpe unterstützt. Sie befand sich auf dem schmalen Strömungsdamm zwischen Lauwers und Reitdiep und wurde in den 1950er Jahren abgebrochen.

### Verkehrswege
Bis 1877 besaß Zoutkamp eine Fährverbindung über die Reitdiep. Im selben Jahr wurde zwischen Zoutkamp und Nittershoek ein Deich (Provinciale dijk) angelegt, der das Land zur Lauwerszee hin schützen sollte. Darin befindet sich die Schleuse Groote Provinciale sluis mit Beinamen „Pforte zu Groningen“. Dank dieser Schleuse erhielt Zoutkamp eine Brückenverbindung (Reitdiepbrug). Diese Verbindung hob die Isolierung des Ortes weiter auf. Im Binnenhafen lagen die Fischerboote vertäut, später kamen das Fährboot nach Schiermonnikoog (via De Skâns-Oostmahorn) dazu. Zwischen 1887 und 1906 war hierzu der 25 Meter lange Raddampfer Sophia unter Kapitän Brands eingesetzt. Das Schiff, ausgelegt für 160 Passagiere, fuhr auch nach Groningen. Nach dem Abschluss der Lauwerszee 1969 entstand der Kanal Zoutkamperril, zuvor lediglich die flache, wenn auch schiffbare, Fortsetzung der Reitdiep in die Lauwerszee.
Zu Beginn des 20. Jahrhunderts gab es eine Postkutschenverbindung zwischen Zoutkamp und Winsum. 1922 wurde jedoch die Eisenbahnlinie Winsum – Zoutkamp fertiggestellt, wodurch Reisende vom Bahnhof Zoutkamp weitaus schneller zur Stadt Groningen reisen konnten (Umstieg in Winsum). Der Passagierverkehr wurde 1938 durch den im selben Jahr ins Leben gerufenen Verkehrsverbund Marnedienst mit Sitz in Zoutkamp übernommen.

### Zweiter Weltkrieg
Während des Zweiten Weltkrieges wurde der Ort durch 80 bis 100 deutsche Soldaten der Wehrmacht besetzt, die unter anderem zwischen den beiden Schleusen große Baracken errichteten. Die Bahnlinie wurde 1942 von den deutschen Besatzern für den Nachschub an der Ostfront demontiert; das noch erhaltene Bahnhofsgebäude von Zoutkamp (Stationsstraat 8) wurde nach einem Brand 1975 zu einem luxuriösen Wohnhaus umgebaut. Auf einem Teilstück der ehemaligen Bahnstrecke liegt heute der Provinciale weg in Richtung Winsum.
Die Kaianlagen der Reitdiep wurden von zwei alliierten Fliegerbomben getroffen; die Brücke über den Fluss wurde gegen Ende des Krieges gesprengt. Am 15. April 1945 wurde Zoutkamp durch kanadische Truppen von den deutschen Besetzern befreit.

## Zoutkamp heute

### Fischerei
Bis in die 1960er Jahre war Zoutkamp ein Fischerdorf. Nachdem aber, gegen den Willen der Zoutkamper, das Lauwersmeer abgeschlossen wurde (vergleichbar: Abschlussdeich der Zuiderzee), wurde der Fischereihafen nach Lauwersoog verlegt. Dort fanden Dutzende Fischtrawler und Krabbenfischer aus dem Ort ihren neuen Liegeplatz. Beibehalten wurde das Fischereikennzeichen von Zoutkamp (ZK). Auch wurde dort eine neue Auktionshalle gebaut. Damit entfiel ein Großteil der Betriebsamkeit und Leben aus den Gassen des Dorfes und Zoutkamp erlebte bis in die 1980er einen Niedergang. Anlässlich des 50. Jahrestages des Gewässerabschlusses sprach ein alter Fischer und Vorstandsmitglied des örtlichen Fischereimuseums eher von einem ‚Gedenktag‘, denn von einer ‚Feier‘.
Der Hafen von Zoutkamp war von großer Bedeutung für die Krabbenfischerei. Bereits um 1900 gründeten sich zwei Unternehmen Heidema (Fischmehl, Tierfutter aus Krabbenresten und Schiffsproviant) und Van der Ploeg (Kurierdienste). Nach dem Zweiten Weltkrieg beschloss man zusammenzuarbeiten und fusionierte in dem Unternehmen Heiploeg. Es war bis Ende der 1980er Jahre familiengeführt und baute außerhalb Zoutkamps ein Werk, welches für einige Zeit die größte Krabbenverarbeitung Europas war. Es beschäftigt 300 Zoutkamper und gehört heute zu dem irischen Lebensmittelkonzern Greencore. Eine Sektion des Betriebes befindet sich im Hafen von Laueroog. Das Pulen der Krabben wird, wie heutzutage branchenüblich, durch Fremdleister in Marokko durchgeführt.

### Wiederaufbau

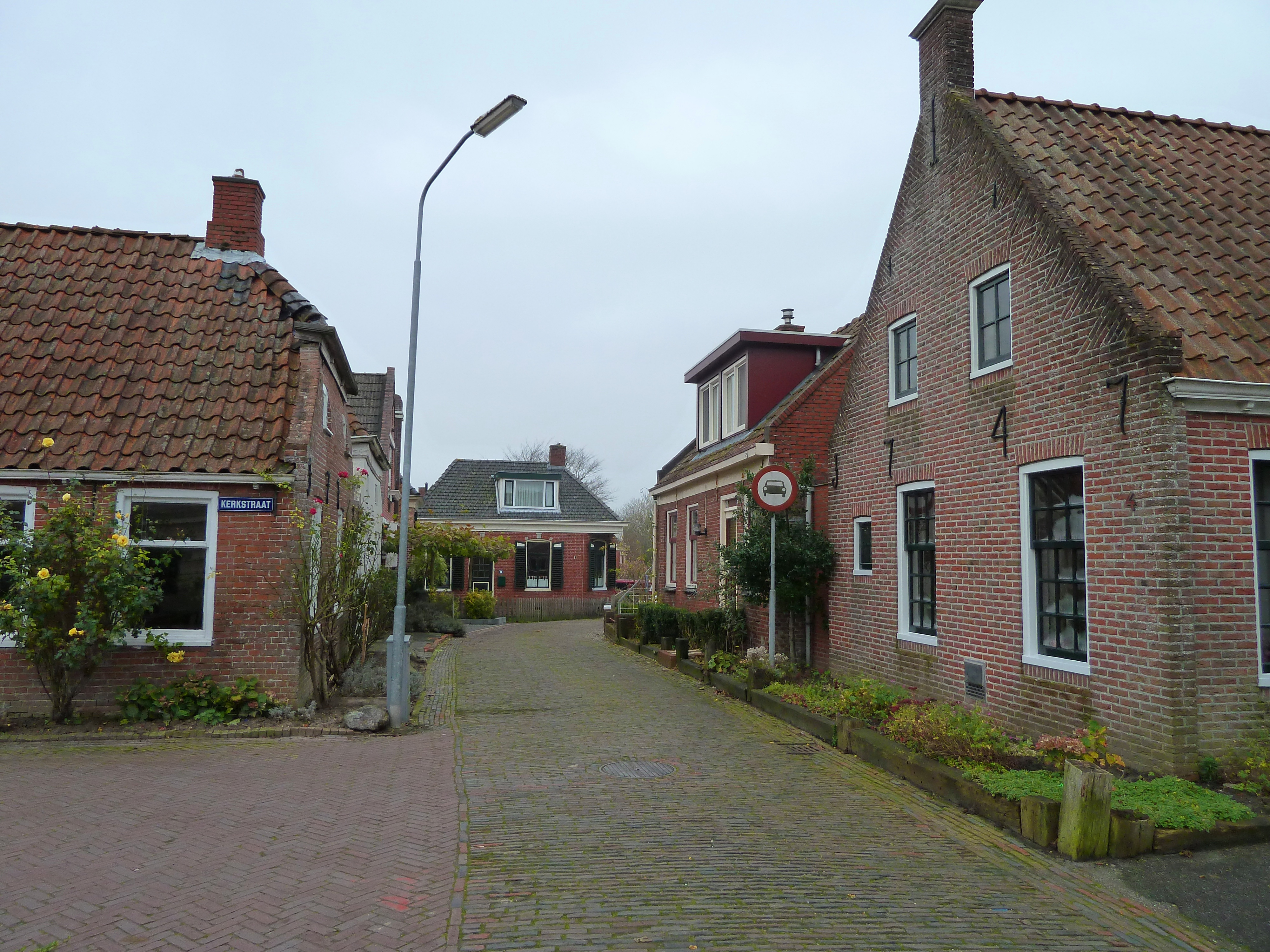
Alte Fischerhäuser in der Vissersstraat

Nach dem Krieg waren viele der Häuser in dem alten Dorf beschädigt oder verfallen.
1956 beschloss die Gemeinde Ulrum daher eine komplette Erneuerung des gesamten Zentrums, was bedeutete, dass ab 1960 viele der kleinen Fischerhäuser aus dem 18. und 19. Jahrhundert abgerissen wurden. Oder wie sich ein Ulrumer Ratsmitglied seinerzeit vernehmen ließ: „Zoutkamp, da muss der Bulldozer durch“. Dreizehn Häuser wurden jedoch „gerettet“ und 1973 im Außenbereich des Zuiderzeemuseum in Enkhuizen wieder aufgebaut.
Von der alten Bebauung in Zoutkamp ist lediglich noch ein wenig in der alten Visserstraat im Dorfzentrum, erhalten.
Die meisten Zoutkamper waren mit dem Abriss der kleinen verfallenen Häuser durchaus einverstanden, da diese durch größere Häuser ersetzt wurden, sowie eine Hauptstraße und ein Einkaufszentrum gebaut wurden. Ergänzt wurde die Dorferneuerung durch den Bau eines Jachthafens zur Tourismusförderung. Nordöstlich des Dorfes entstand eine Neubausiedlung.

### Freizeit und Tourismus

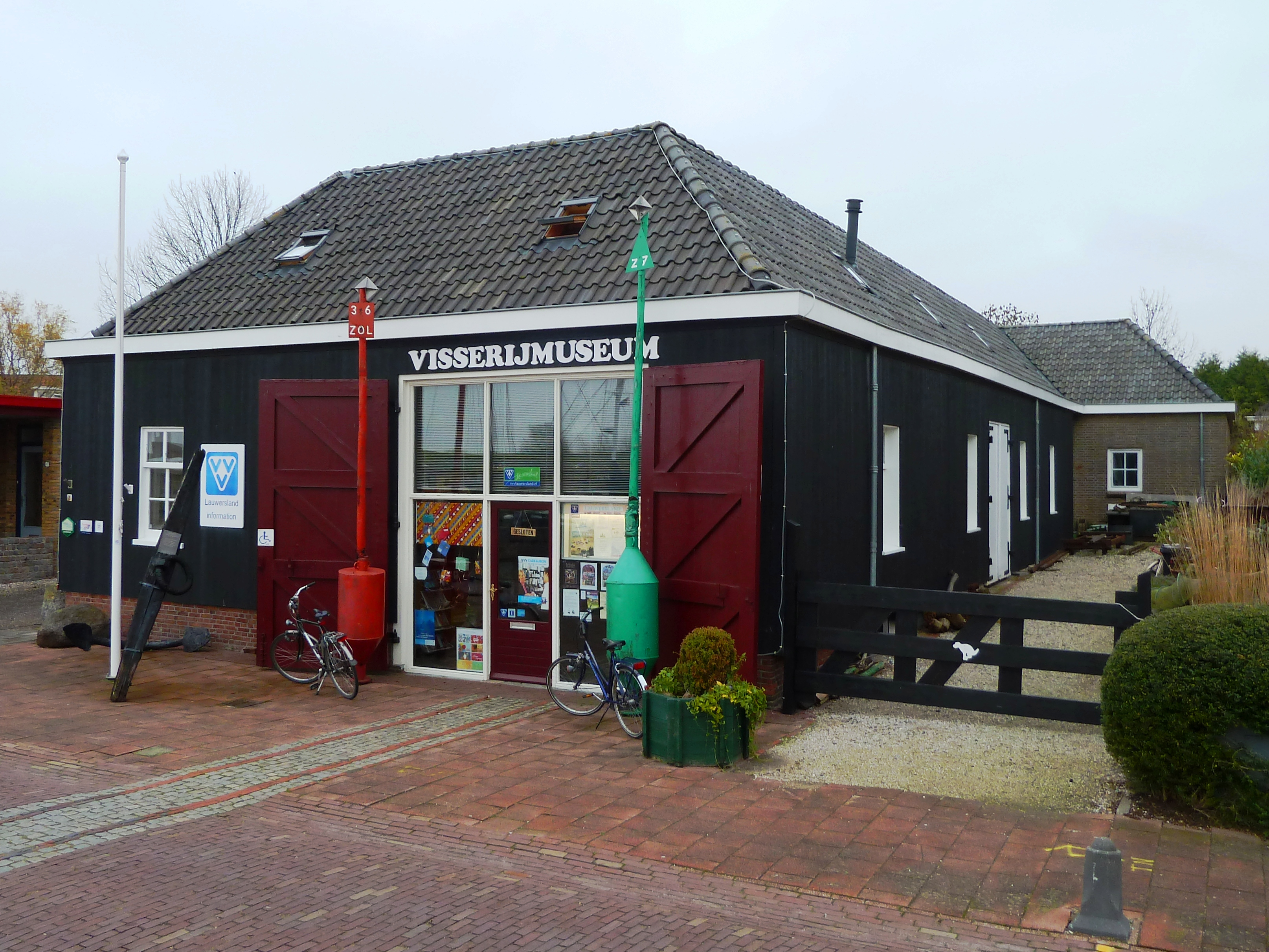
Das Fischereimuseum in dem ehemaligen Lagerhaus für die Betonnung

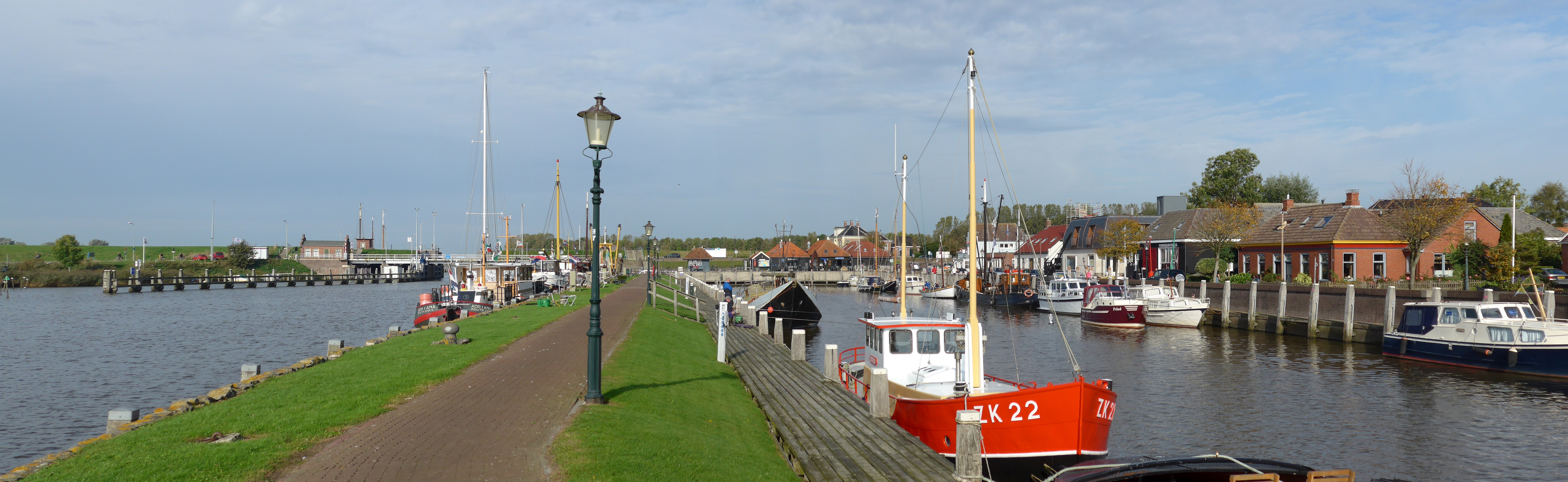
Der Binnenhafen (2014)

Durch den Umzug der Krabbenfabrik Heiploeg, aus dem Ortskern in den Norden Zoutkamps, entstand innerhalb des Ortes eine größere Freifläche. Die 1990 neu strukturierte Gemeinde De Marne (seit 2019 Teil der Gemeinde Het Hogeland) nahm diese Gelegenheit auf und betrieb eine weitere Erneuerung des alten Ortes. Dazu wurde zunächst die Hafenkais, dann der Binnenhafen und schließlich das Dorfzentrum neu gestaltet. Der Reitsdiepkai bekam eine Promenade und Gastronomie, und 1994 öffnete auf dem Gelände eines vormaligen staatlichen Betonnungslagers das Visserijmuseum Zoutkamp (Fischereimuseum). Der Hafen von Zoutkamp ist immer noch geprägt durch die Tradition des Krabbenfangs, und so befindet sich ein großer Garnelengroßhandel am Ende des Kais.
Zur Jahrtausendwende wurde Zoutkamp weiter attraktiv umgestaltet. So wurde ein Teil der früheren Befestigungen Soltkamps freigelegt und auch das Einkaufszentrum bekam ein neues Aussehen.
Einige Jahre darauf wurde der Schlafdeich durchgestochen um das Gelände des Jachthafens Hunzegat, welcher ebenfalls ein neues Gesicht erhielt, leichter von der Dorfseite erreichbar zu machen.
Die Umgestaltung des Ortes zu einem Tourismusmagneten trug Früchte. So stieg die Zahl der Besucher seit Fertigstellung des westlich des Lauwersmeers gelegenen Freizeitparks Esonstadt stark an. Der Hafen ist seit Ende der 1980er Jahre ein wichtiger Anlegeplatz für die Schiffe der Braunen Flotte. Besonders Wassersportler und Ausflügler steuern Zoutkamp, vor allem am Wochenende, verstärkt an. In der Nähe des Dorfes gibt es zwei Campingplätze und einen Erholungskomplex.
Jedes Jahr finden Festivitäten rund um das Thema Fischerei statt. Seit 1958 hat Zoutkamp auch seinen „Vlaggetjesdag“ (ursprünglich ein Traditionsfest rund um das Bereitmachen der Fischerboote zur Fangsaison in Scheveningen). Diese Feste locken jedes Jahr Zehntausende von Besuchern an.
Seit 2007 wird zudem alle vier Jahre im September die Schlacht um Zoutkamp nachgestellt.

### Militär
In der Reitdiep vor Zoutkamp lagen bis in die 1960er Jahre Munitionsschiffe der niederländischen Marine vor Anker. Von 1970 bis 2008 befanden sich auch zwei Abhöreinrichtungen der Nationale Signals Intelligence Organisatie, kurz NSO (nicht zu verwechseln mit dem Netherlands Space Office, ebenfalls verkürzt NSO), unter dem Namen „Grondstation Zoutkamp“, zum Abhören des Intelsat-Telefonverkehrs. Nach Protesten der Anwohner im Vorfeld erhielt das Verteidigungsministerium vom Raad van State keine Erlaubnis zur Erweiterung der Bodenstationen („Schüsseln“). Es verlegte diese daraufhin auf das Gelände It Grutte Ear bei Burum.
In Zoutkamp wurde 1987 eine Wache der Koninklijke Marechaussee (vergleichbar der deutschen Bundespolizei) eingerichtet. Diese wurde aber 1999 bereits wieder aufgehoben. 2008 wurde das Gebäude nach Umbau erneut einer Marechaussee-Abteilung, mit Namen Waddengebied, als Hauptquartier zur Verfügung gestellt, welches personell umfangreicher ist als die Abteilungen in Harlingen, Leeuwarden und Delfzijl.

## Demografie
| \| Jahr \| Einwohner \| \| ---- \| --------- \| \| 1849 \| 646 \| \| 1859 \| 629 \| \| 1869 \| 667 \| \| 1879 \| 851 \| \| 1889 \| 899 \| \| 1899 \| 879 \| \| 1909 \| 891 \| \| 1920 \| 976 \| \| 1930 \| 1062 \| \| 1947 \| 1068 \| \| 1971 \| 1175 \| \| 1995 \| 1070 \| \| 1999 \| 1150 \| \| 2005 \| 1220 \| \| 2011 \| 1225 \| \| 2012 \| 1230 \| \| 2013 \| 1229 \| \| 2016 \| 1215 \| |           |
| Jahr | Einwohner |
| 1849 | 646       |
| 1859 | 629       |
| 1869 | 667       |
| 1879 | 851       |
| 1889 | 899       |
| 1899 | 879       |
| 1909 | 891       |
| 1920 | 976       |
| 1930 | 1062      |
| 1947 | 1068      |
| 1971 | 1175      |
| 1995 | 1070      |
| 1999 | 1150      |
| 2005 | 1220      |
| 2011 | 1225      |
| 2012 | 1230      |
| 2013 | 1229      |
| 2016 | 1215      |

## Gebäude

### Kirchen
In Zoutkamp steht eine reformierte Kirche von 1836, gebaut im neoklassizistischen Stil, auf dem Gelände der früheren Batterie. Die Gottesdienste wurden jahrzehntelang von einem Harmonium begleitet, erst 1978 erhielt das Gotteshaus eine Kirchenorgel. Diese 150 Jahre alte Orgel wurde aus einer Kirche in Veendam beschafft. Der Kirche anrainend wurde 1876 ein Friedhof angelegt, welcher aber bald zu klein wurde und darum wurde im Jahr 1882 der aktuelle Friedhof außerhalb des Dorfes eingerichtet.
1882 wurde eine altreformierte Kirche errichtet, die 1969 durch die vier Jahre zuvor errichtete neue Kirche „Het Anker“ ersetzt wurde. Ab 2006 wird sie als protestantische Kirche genutzt. Die bisherige reformierte Kirche wird seitdem nicht mehr für Gottesdienste genutzt und ist heute ein multikulturelles Zentrum.

### Schulen
Eine erste Schule wurde 1827 von den Dorfbewohnern selber eingerichtet. Rund 15 Jahre später folgte dann die Errichtung eines neuen Schulgebäudes. Im Laufe der Zeit sind sowohl eine öffentliche, eine christliche (zumindest bis 1970) und eine reformierte Grundschule entstanden. Letztere wurde inzwischen geschlossen und beherbergt heute ein Fahrrad- und Mofamuseum. Die heutige öffentliche Grundschule Solte Campe wurde 1982 eingerichtet. Daneben gibt es noch die christliche Ichthusschule.

### Sehenswürdigkeiten

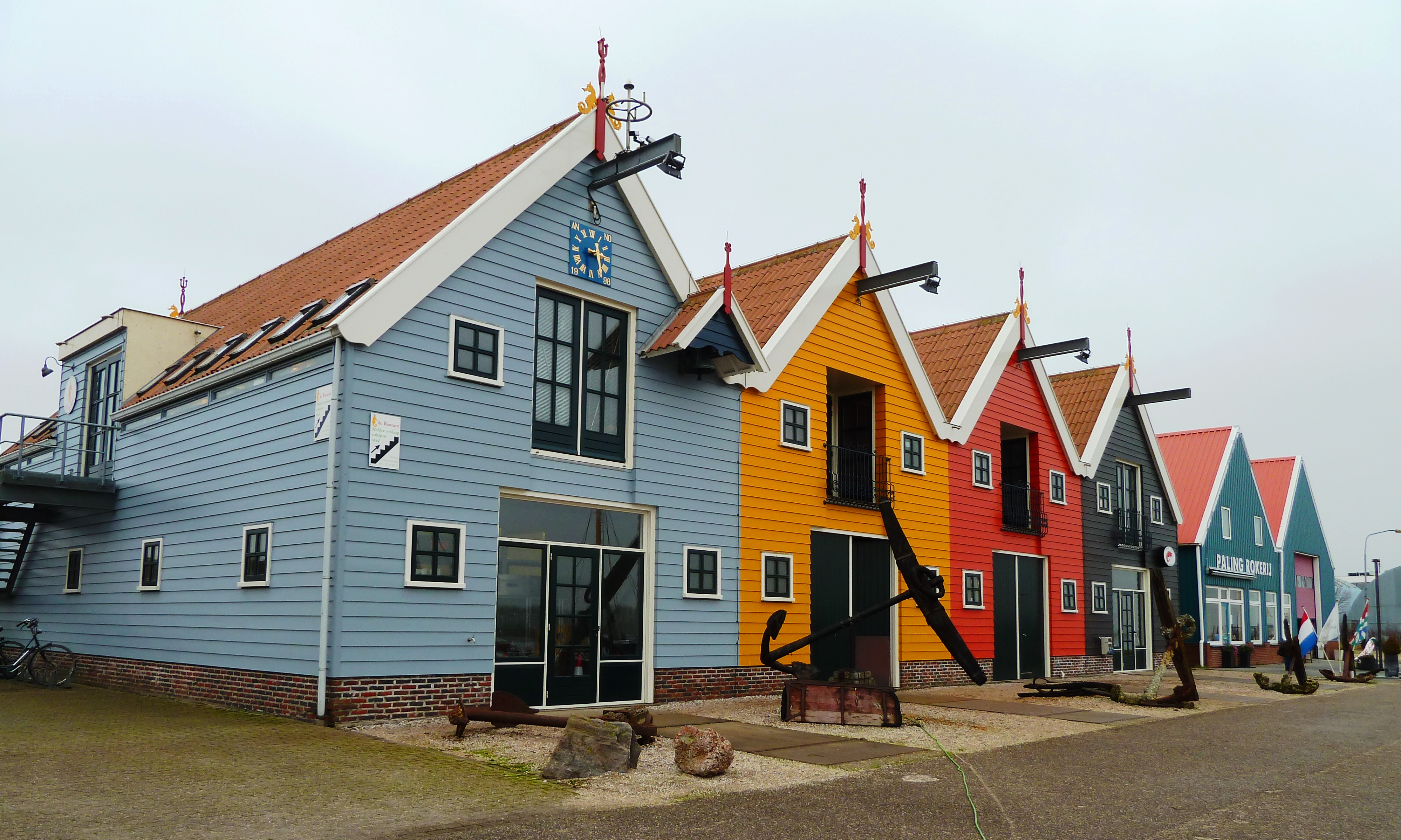
Pittoreske Holzhäuser aus den 1990er Jahren am Reitdiepkai

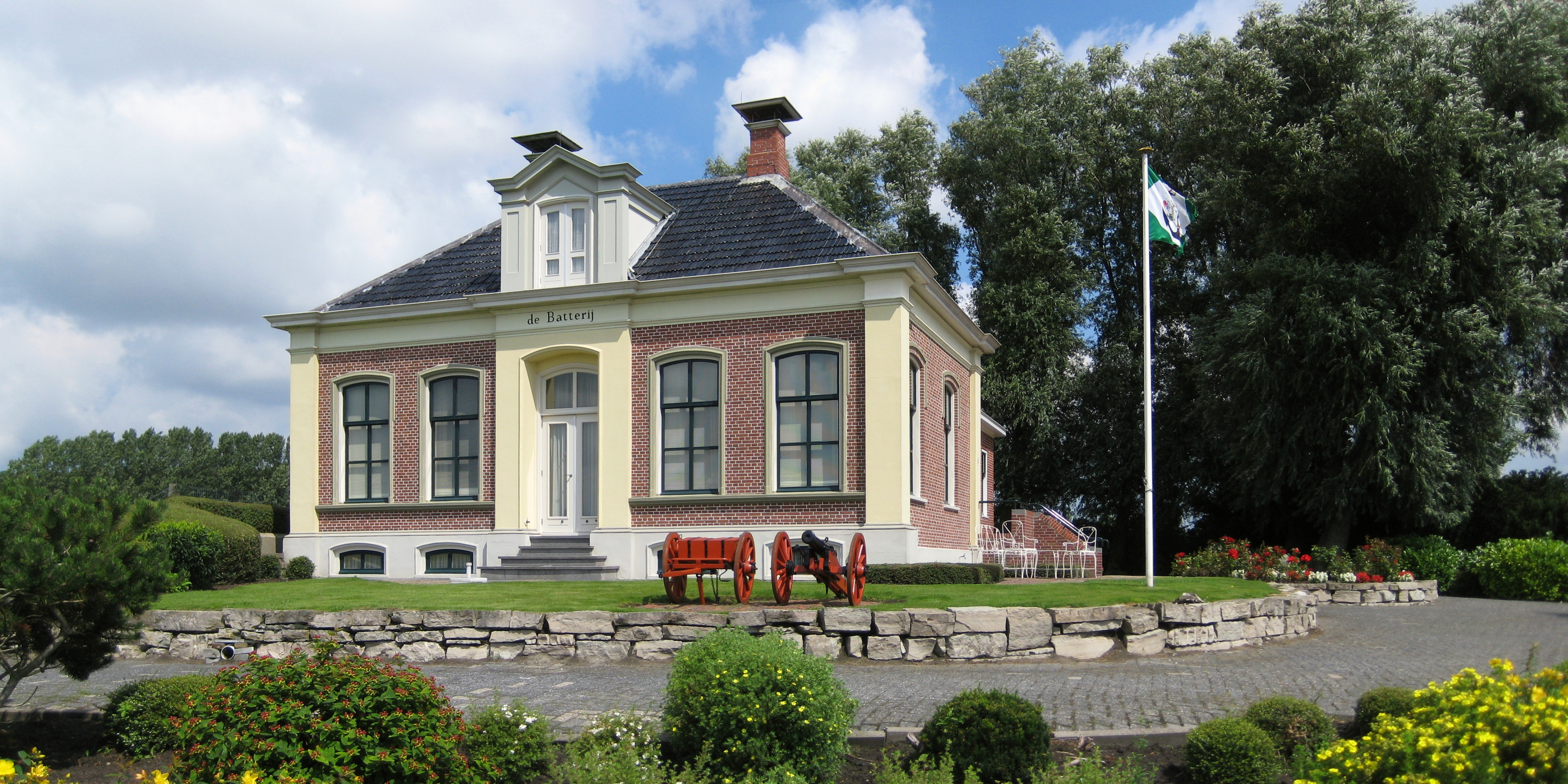
Schleusenwärterwohnung De Batterij (2011)

Außer der reformierten Kirche (heute Kulturzentrum) gibt es in Zoutkamp nur noch wenig der historischen Bausubstanz. Neben zwei wiederaufgebauten Häusern hinter dem Fischereimuseum sind nur noch in der Visserstraat einige alte Fischerhäuser zu sehen.
Auf dem Deich steht das ehemalige Schleusenwärterhäuschen 'De Batterij', erbaut um 1880. Am Reitdiepkai ist seit 1994, in einem hölzernen, vormaligen Lagerhaus für Betonnungsmaterial (mit Walmdach) von 1875, das Fischereimuseum entstanden; angeschlossen ist das dort eingerichtete Tourismusbüro Lauwersland. Im Ortskern steht das Hotel 'De Zeearend', welches 1929 in einem, zu dieser Zeit neuartigen, strengen und sachlich orientierten Baustil errichtet wurde. Bei der Schleuse des Hunsingokanaals (Hunsingosluis) befindet sich ein einfaches Schleusenwärterhäuschen aus Holz aus dem Jahr 1859. Ein weiteres Haus für Schleusenwärter steht an der Reitdiepschleuse, erbaut 1877, welches später als Hafenbüro genutzt wurde.
An der Reitdiep stand auch das „alte Fährhaus“, ein markantes weißes Gebäude, welches als beliebtes Fotomotiv diente. 1840 wurde es noch als Heringsräucherei genutzt, 1970 wurde es dann zu einem Ferienhaus umgebaut.